# Crevin
Crevin is een gemeente in het Franse departement Ille-et-Vilaine (regio Bretagne). De plaats maakt deel uit van het arrondissement Redon. Crevin telde op 1 januari 2022 2.790 inwoners.

## Geografie
De oppervlakte van Crevin bedroeg op 1 januari 2022 8,31 vierkante kilometer; de bevolkingsdichtheid was toen 335,7 inwoners per km².

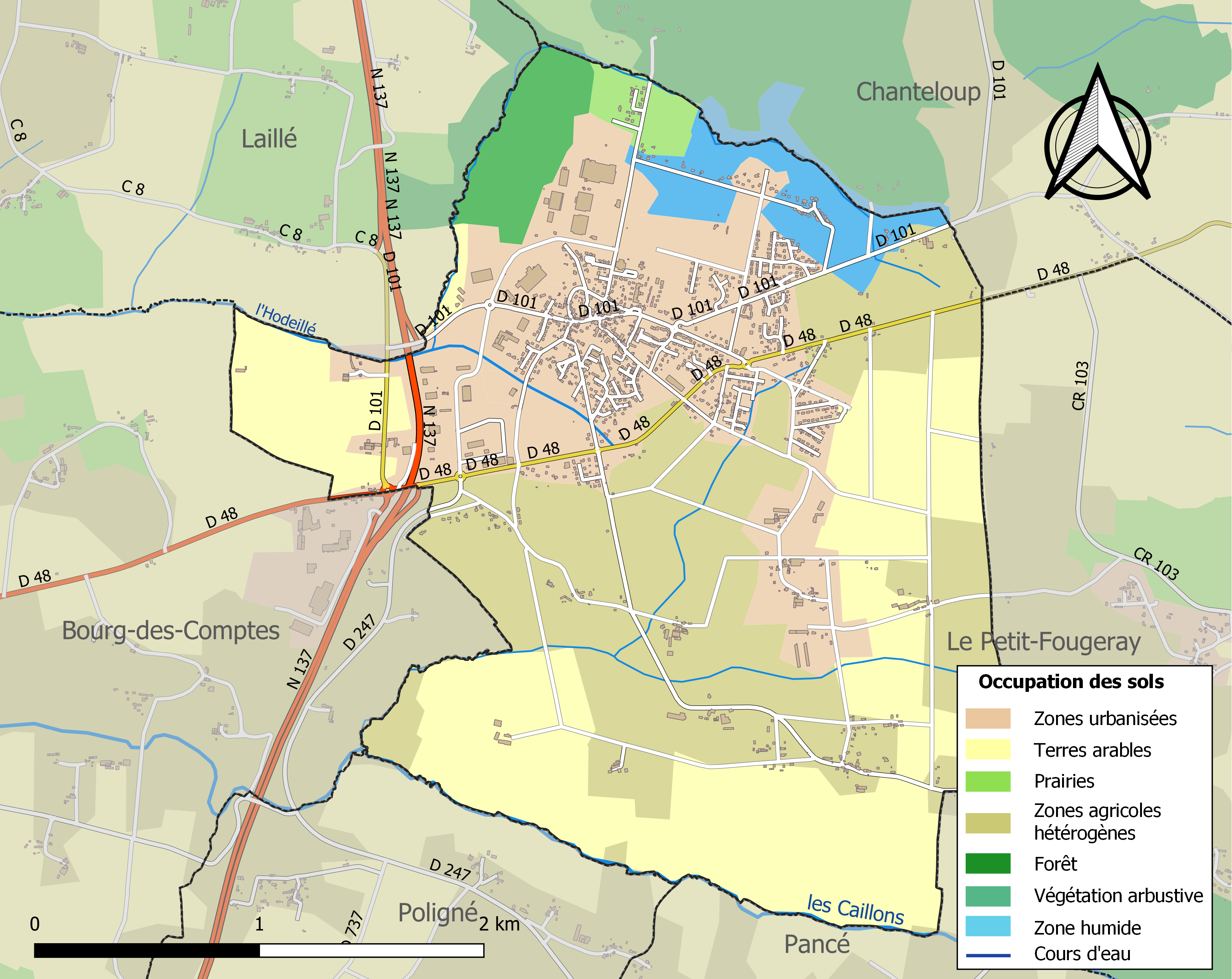
Kaart van de gemeente met belangrijkste infrastructuur, bodemgebruik en omliggende gemeenten

## Demografie
Onderstaande figuur toont het verloop van het inwonertal (bron: INSEE-tellingen).